# 67-я зенитная ракетная бригада
67-я зенитная ракетная бригада — зенитное ракетное соединение ПВО Сухопутных войск Российской Федерации. Бригада дислоцируется в г. Владикавказ республики Северная Осетия-Алания.
Условное наименование — Войсковая часть № 32383 (в/ч 32383). Сокращённое наименование — 67 зрбр.
Соединение находится в составе 58-й общевойсковой армии Южного военного округа.

## История

### 67-я зенитная ракетная бригада
1 декабря 1969 года сформирована 67-я зенитная ракетная бригада с пунктом постоянной дислокации г. Никополе Днепропетровской области. В состав бригады вошли 438-й, 450-й и 475-й отдельные зенитные артиллерийские дивизионы.
15 декабря 1970 года бригада передислоцирована в ГСВГ г. Гота ГДР и вошла в состав 1-й гвардейской танковой армии. 27 июля 1980 года ей было вручено боевое знамя с надписью «67 зенитная ракетная бригада» и грамота Президиума Верховного совета СССР.
17 июня 1984 года 67-я зенитная ракетная бригада была передислоцирована в г. Олимпешдорф и вошла в состав 20-й гвардейской общевойсковой армии. В этот момент бригада имела в своём составе четыре зенитных ракетных дивизиона: 438-й, 450-й, 475-й, 1090-й. С 30 июля 1991 года в связи передислокацией полк переподчинён 19-й мотострелковой дивизии 42-го армейского корпуса СКВО. 1 июня 1992 года 67-я зенитная ракетная бригада передана из состава частей группового подчинения ГСВГ в состав 8-го гвардейского армейского корпуса и передислоцирована в город Волгоград (посёлок Бекетовка).
В период с 3 декабря 1994 года по 13 февраля 1995 года 67-я зенитная ракетная бригада привлекалась к ликвидации незаконных вооружённых формирований на территории Чеченской Республики в составе 8-го гвардейского армейского корпуса.
Согласно указанию начальника Генерального штаба ВС РФ от 26 июля 2012 года 67-я зенитная ракетная бригада передислоцирована из города Волгоград в Республику Северная Осетия-Алания.

### 1090-й отдельный зенитный артиллерийский дивизион
1090-й отдельный зенитный ракетный Верхнеднепровский Краснознамённый, ордена Александра Невского дивизион был сформирован летом 1942 года под Смоленском как 1273-й отдельный зенитный артиллерийский дивизион в составе 2 танковой дивизии Донского фронта. Дивизион прошёл славный боевой путь от Смоленска до Берлина.
10 июля 1944 г. Указом Президиума Верховного Совета СССР за образцовое выполнение заданий командования в боях против сильно укреплённой обороны немцев, форсирование рек Днепр и Проня, а также за взятие городов Могилёв, Шклов и Быков, проявленные доблесть и мужество, дивизион был награждён орденом Красного Знамени.
1 сентября 1944 г. за образцовое выполнение заданий командования в боях с немецкими захватчиками, за мужество и героизм, проявленные при освобождении города-крепости Осовец, дивизион был награждён орденом Александра Невского.
После окончания Великой Отечественной войны часть перетерпела ряд изменений организационно-штатной структуры и получила зенитное и ракетное вооружение новых типов. В связи с этим 27 июня 1945 г. на основании приказа командующего артиллерией 3-й ударной армии 1273-й задн был переформирован в 953-й зенитный артиллерийский дивизион. В июне 1945 года он разместился в деревне Нитцов, под командованием гвардии майора Варава, а в октябре передислоцирован в Гарделен. 1 июля 1945 года был сформирован 2072-й зенитный ракетный артиллерийский полк на базе 953-го зенитного ракетного артиллерийского дивизиона 207-й стрелковой дивизии в городе Стендаль ГДР.
В мае 1955 года полк переименован в 933-й зенитный артиллерийский полк 32-й стрелковой Верхнеднепровской Краснознамённой, ордена Суворова дивизии. 18 ноября 1958 года в целях сохранения боевых традиций расформированного 1272-го армейского зенитного ракетного артиллерийского полка присвоенное ему почётное наименование передано 933-му зенитному артиллерийскому полку, который стал называться «933-й зенитный артиллерийский Верхнеднепровский Краснознамённый, ордена Александра Невского полк». В апреле 1962 года полк передислоцирован из г. Стендаль в г. Бур ГДР
С 1 апреля 1998 года 933-й зенитный артиллерийский Верхнеднепровский Краснознамённый, ордена Александра Невского полк переформирован в 1090-й отдельный зенитный артиллерийский Верхнеднепровский Краснознамённый, ордена Александра Невского дивизион с передачей Боевого знамени, почётных наименований и исторического формуляра в п. Ардон Владикавказского района Республики Северная Осетия — Алания.
С 1 мая 1998 года дивизион включён в состав 67-й зенитной ракетной бригады. В период с 8 августа 2008 года по 31 августа 2008 года дивизион принимал непосредственное участие в составе группировки войск 58-й общевойсковой армии в боевых действиях в ходе войны в Грузии.
С 1 декабря 2009 года 1090-й отдельный зенитный артиллерийский Верхнеднепровский Краснознамённый, ордена Александра Невского дивизион 67-й зенитной ракетной бригады передислоцирован в г. Волгоград.
С 30 декабря 2010 года 1090-й отдельный зенитный артиллерийский Верхнеднепровский Краснознамённый, ордена Александра Невского дивизион расформирован.

## Командиры
Командиры 67 зенитной ракетной бригады:
- полковник Самсонов Роман Михайлович (1969—1972),
- полковник Кузьмичёв Василий Сергеевич (1972—1975),
- полковник Василенко Виктор Васильевич (1975—1977),
- полковник Сеин Анатолий Иванович (1977—1981),
- полковник Куприянов Геннадий Павлович (1981—1983),
- полковник Прозоров Вячеслав Константинович (1983—1985),
- полковник Воронин Юрий Иванович (1985—1987),
- полковник Платонов Анатолий Васильевич (1987—1990),
- полковник Штаков Виктор Николаевич (1990—1991),
- полковник Сосницкий Виктор Николаевич (1991—1995),
- полковник Ершов Сергей Иванович (1995—2000),
- полковник Туматов Юрий Алексеевич (2000—2010),
- полковник Черныш Валерий Викторович (2010—2013),
- полковник Гончаров Александр Петрович (с 2013 по 2016)
- полковник Блажевич Михаил Александрович (2016-2019)
- полковник Качалов Андрей Евгеньевич (2020- по наст. вр.)